# Mine de Cerro Vanguardia
 (mars 2025).
La mine de Cerro Vanguardia est une mine à ciel ouvert d'or et d'argent situé dans la province de Santa Cruz en Argentine. Elle appartient à 92,5 % à AngloGold Ashanti.